# Apamea mandschurica
Apamea mandschurica là một loài bướm đêm trong họ Noctuidae.